# デグレイデッド
デグレイデッド (Degradead)は、スウェーデン・ストックホルム出身のメロディックデスメタル/デスラッシュバンド。

## 略歴
2000年にダーヴィド・スックス (G)、ケネス・ヘルゲソン (Ds)とミシェル・バールゼーン (B)の3名を中心に結成。結成時のバンド名はセプティマ (Septima)。初期に、フレドリック・ヨハンソン (Vo)やイェスパー・ブロンネル (G)といったメンバーがいた。しかしこの2名は、それぞれ2003年9月にミカエル・セーリン (Vo)、2004年10月にアンデシュ・ニーストロム (G)に交代しており、体制が固まる。2005年に、1stデモ『Rest in Pieces』をリリース。2006年に2ndデモ『Death Row』をリリースしている。また、同年にバンド名をデグレイデッド (Degradead)に変更。2ndデモがきっかけで、イン・フレイムスのイェスパー・ストロムブラードの目にとまり、イン・フレイムスのメンバーがプロデュースやレコーディングをバックアップすることになる。1stアルバムのレコーディングは、イン・フレイムスの所有するIF・スタジオで行われ、ミキシングやレコーディング・エンジニアにビョーン・イエロッテ、副エンジニアとしてイェスパー・ストロムブラード、ピーター・イワース、ダニエル・スヴェンソンが携わっている。その後、ドイツのドックヤード1・レコードと契約し、1stアルバム『Til Death Do Us Apart』をリリースしデビューを果たした。
2009年に2ndアルバム『Out of Body Experience』をリリース。同アルバムでは、スカー・シンメトリーのヨナス・キェルグレンがプロデューサーとして携わっている。この後、バンドは初めてのヨーロッパツアーも経験している。2010年には、3rdアルバム『A World Destroyer』のレコーディングを行うものの、ドックヤード1・レコードが倒産したためリリースできず、ドイツのメタルヴィル・レコードと新たに契約して、2011年に3rdアルバム『A World Destroyer』をリリースした。2012年には初のライヴDVD『Live at Wacken and Beyond』もリリースした。同年には、オリジナルメンバーで12年間ドラマーを務めたケネス・ヘルゲソンが脱退。アミット・モーラ (Ds)が新たに加入している。2013年に、4thアルバム『The Monster Within』をリリースした。その後、インドのメタモルフィック・レコードに移籍し、2016年に5thアルバム『Degradead』をリリース。

## メンバー

### 現メンバー
- ミカエル・セーリン (Mikael Sehlin) - ボーカル (2003-)

エンゲル、アマランスでも活動。
- アンデシュ・ニーストロム (Anders Nyström) - ギター (2004-)

カタトニア及びブラッドバスのギタリストは同姓同名の別人。
- ダーヴィド・スックス (David Szücs) - ギター (2000-)
- ミシェル・バールゼーン (Michel Bärzén) - ベース (2000-)

ソニック・シンディケイトでも活動。
- アミット・モーラ (Amit Mohla) - ドラムス (2012-)

### 旧メンバー
- フレドリック・ヨハンソン (Fredrik Johansson) - ボーカル (2000-2003)

セプティマ時代のみの在籍。
- イェスパー・ブロンネル (Jesper Bronner) - ギター (2000-2004)

セプティマ時代のみの在籍。
- ケネス・ヘルゲソン (Kenneth Helgesson) - ドラムス (2000-2012)

## ディスコグラフィー
- Til Death Do Us Apart (2008)
- Out of Body Experience (2009)
- Human Nature (2010, EP)
- Live at Wacken and Beyond (2011, DVD)
- A World Destroyer (2012)
- The Monster Within (2013)
- Degradead (2016)

### セプティマ名義
- Born in Sin (2002)
- Sonett to Death (2003)
- Arise (2004)
- Rest in Pieces (2005)
- Live in Pieces (2006, DVD)
- Death Row (2006)
- Walk to the Purgatory (2006)
  - 特に記載のない限り、デモテープ。